# Platinum Collection (album de Mireille Mathieu)
Pour les articles homonymes, voir The Platinum Collection.
Albums de Mireille Mathieu
Chante Noël
(2004) Films and Shows
(2006)
Platinum Collection est une compilation française de la chanteuse Mireille Mathieu regroupant ses principaux succès depuis 1966 sur 3 CD. Cette compilation contient des titres inédits en CD et sort l'année de ses 40 ans de carrière, le 4 avril 2005.

## Chansons de la compilation
- CD 1

1. Mon credo (André Pascal/Paul Mauriat)
2. Viens dans ma rue (André Pascal/Paul Mauriat)
3. Qu'elle est belle (Pierre Delanoé/R. Ahlbert/E. Snyder)
4. Paris en colère (Maurice Vidalin/Maurice Jarre)
5. La Dernière Valse (H. Ithier/L. Reed)
6. Quand tu t'en iras (Jacques Plante/E. Sciozilli)
7. J'ai gardé l'accent (Gaston Bonheur/J. Bernard)
8. Una canzone (André Pascal/F. Bracardi)
9. Ensemble (J. Bouquet/L. Reed)
10. La Première Étoile (André Pascal/Paul Mauriat)
11. Mon bel amour d'été (J. Renard/J. Revaux)
12. Vivre pour toi (P. A. Dousset/Charles Gaubert)
13. Pardonne-moi ce caprice d'enfant (Patricia Carli)
14. Donne ton cœur, donne ta vie (Patricia Carli)
15. Une histoire d'amour (Catherine Desage/Francis Lai)
16. Acropolis Adieu (Catherine Desage/Christian Bruhn)
17. Corsica (Catherine Desage/Christian Bruhn)
18. En frappant dans nos mains (H. Ithier/M. Kunze/G. Moroder)
19. J'étais si jeune (H. Ithier/Carter) (Inédit en CD)
20. Roma, Roma, Roma (R. Bernet/Christian Bruhn)

- CD 2

1. La Paloma adieu (Catherine Desage/Christian Bruhn)
2. Folle, follement heureuse (Charles Aznavour/T. Renis/A. Testa)
3. L'amour oublie le temps (Catherine Desage/Christian Bruhn)
4. Un million d'enfants (R. Gauthier/P. Baillargeon)
5. On ne vit pas sans se dire adieu (H. Djian/Zacar)
6. Addio (V. Buggy/L. Rossi) (Inédit en CD)
7. Tous les enfants chantent avec moi (Eddy Marnay/Bobby Goldsboro)
8. Ma mélodie d'amour (B. Bergman/H. Meyer) (inédit en CD en France)
9. Ciao Bambino Sorry (Pierre Delanoé/V. Pallavicini/S. Cutugno)
10. L'esclave (Serge Lama/Yves Gilbert) (Inédit en CD)
11. Qu'attends-tu de moi? (S. Lebel/Alice Dona) (Inédit en CD)
12. Amour défendu (Eddy Marnay/R. Jung/Christian Bruhn)
13. 1000 colombes (Eddy Marnay/Christian Bruhn)
14. Chante pour le soleil (C. Lemesle/Zurana) (Inédit en CD)
15. A Blue Bayou (Eddy Marnay/R. Orbison/J. Melson)
16. Santa Maria de la mer (Eddy Marnay/Christian Bruhn)
17. Je t'aime avec ma peau (Catherine Desage/Francis Lai)
18. Un enfant viendra (Eddy Marnay/Christian Bruhn)
19. Une femme amoureuse (Eddy Marnay/Robin Gibb et Barry Gibb)
20. C'est peut-être moi qui partirai (Pascal Sevran/Serge Lebrail/Pascal Auriat)

- CD 3

1. Bravo tu as gagné (Charles Level/B. Andersson/B. Ulvaeus)
2. Tu chanteras demain (Eddy Marnay/Jean Claudric) (Inédit en CD)
3. Nos souvenirs (T.S. Elliot/T. Nunn/Eddy Marnay/A.L. Weber)
4. New-York, New-York (Eddy Marnay/F. Ebb/J. Kander)
5. Trois milliards de gens sur Terre (Eddy Marnay/Jean Claudric)
6. On est bien (Eddy Marnay/V. Clarke) (Inédit en CD en France)
7. Les avions les oiseaux (Didier Barbelivien/Éric Charden) (Inédit en CD)
8. Made in France (Pierre Delanoé/J.P. Bourtayre)
9. Après toi (C. Lemesle/U. Balsamo)
10. Rencontres de femmes (Eddy Marnay/A. Cogliati/P. Cassano)
11. L'enfant que je n'ai jamais eu (Didier Barbelivien/Pascal Auriat)
12. L'américain (Didier Barbelivien)
13. Ce soir, je t'ai perdu (J. M. Morau/François Feldman)
14. Vous lui direz (M. Jourdan/Noam Kaniel)
15. Aujourd'hui je reviens (M. Valmur/T. Geoffroy)
16. Les témoins (F. Dorin/R. Lefevre) (Inédit-Rareté)
17. Le rossignol anglais (Pierre Delanoé/Hugues Aufray) (Inédit-Rareté)
18. Ce n'est pas fini (Eddy Marnay/R. Siegel) (Inédit-Rareté)
19. Appelle-moi (Eddy Marnay) (Inédit-Rareté)
20. La couleur de l'or (Eddy Marnay/R. Homig/W. Petry/G. Gusovius/P. Fischer) (Inédit-Rareté)